# EuroBasket de 2025
O EuroBasket de 2025 será a 42º edição do campeonato europeu de basquetebol masculino, competição quadrienal organizada pela FIBA Europa. Como as três edições anteriores optou-se por múltiplas sedes: Chipre, Finlândia, Letónia e Polónia. Os jogos serão disputados entre os dias 27 de agosto e 14 de setembro de 2025 com a fase final (Oitavas de finais, quartas de finais, semifinais e final) programada para ser disputada em Riga, Letónia na Arena Riga.
Grandes nomes do basquetebol internacional, inclusive oriundos de equipes da NBA, são esperados para defender 24 equipes, dentre eles: Giannis Antetokounmpo (Grécia), Luka Dončić (Eslovênia), Nikola Jokić, Vasilije Micić e Bogdan Bogdanović (Sérvia), Toumani Camara e Ajay Mitchell (Bélgica), Luka Garza e Jusuf Nurkić (Bósnia e Herzegovina), Rudy Gobert, Guerschon Yabusele e Victor Wembanyama (França). Representando a Alemanha, atual campeã mundial, são esperados Dennis Schröder e os irmãos Franz e Moritz Wagner.
A cidade de Riga sediará pela terceira vez o EuroBasket, visto que sediou a segunda edição em 1937, na edição de 2015 sediou em conjunto com Berlim, Zagreb, Montpellier e Lille.
A Espanha é a atual campeã quando venceu a França, alcançando seu quarto título (2009, 2011, 2015 e 2022). Os grandes campeões históricos são os soviéticos que somam incríveis quatorze títulos, iniciados no pós-guerra em Praga 1947, incluem oito títulos consecutivos entre Sófia 1957 e Essen/Böblingen 1971.

## Seleção das sedes
A FIBA Europa abriu três opções para os pretendentes a sede incluírem suas candidaturas: sediar um grupo na fase de grupos, sediar a fase final (Knockout Stage) ou sediar a competição em todas as fase. As edições antecessoras,  2015, 2017 e 2022, foram organizados da mesma maneira, e por fim sediados em quatro países.

Seis países colocaram suas candidaturas como sede do Eurobasket 2025:
- Chipre (Limassol)
- Finlândia (Tampere)
- Hungria (Budapeste)
- Letónia (Riga)
- Rússia (Perm)
- Ucrânia (Kyiv, Lviv ou Dnipro)

Durante reunião realizada em 28 de março de 2022, a FIBA Europa escolheu Letónia, Chipre e Finlândia como as sedes da competição, tendo Riga, Letônia também como sede das fases mais agudas do torneio. A Ucrânia foi cogitada como quarta sede complementando a fase de grupos, porém por razão da Invasão da Ucrânia pela Rússia, iniciada em 2022,  concluíram que não haviam condições e assim nomearam a vizinha Polônia para concluir o quarteto de países sedes.

## Sedes
A cidade cipriota de Limassol, com o Spyros Kyprianou Athletic Centre será a sede pelo Chipre. A capital letã, Riga, será a sede na Letônia e acumulará a função de hospedar a fase final. Em 6 de março de 2023, Tampere foi anunciada como a sede em solo finlandês. Por fim, em 17 de março, Katowice foi anunciada como a sede polonesa, em reunião do Conselho da FIBA Europa em Sevilha. O sorteio que determinou qual grupo seria disputado em cada local, tendo Riga sediando o Grupo A, Tampere o Grupo B, Limassol sediando o Grupo C e Katowice cabendo o Grupo D foi realizado em junho de 2023.
| Tampere                          | Tampere Limassol Riga KatowiceEuroBasket de 2025 (Europa) | Tampere Limassol Riga KatowiceEuroBasket de 2025 (Europa) |
| Nokia Arena                      | Tampere Limassol Riga KatowiceEuroBasket de 2025 (Europa) | Tampere Limassol Riga KatowiceEuroBasket de 2025 (Europa) |
| Capacidade: 13 455               | Tampere Limassol Riga KatowiceEuroBasket de 2025 (Europa) | Tampere Limassol Riga KatowiceEuroBasket de 2025 (Europa) |
|                                  | Tampere Limassol Riga KatowiceEuroBasket de 2025 (Europa) | Tampere Limassol Riga KatowiceEuroBasket de 2025 (Europa) |
| Limassol                         | Tampere Limassol Riga KatowiceEuroBasket de 2025 (Europa) | Tampere Limassol Riga KatowiceEuroBasket de 2025 (Europa) |
| Spyros Kyprianou Athletic Center | Tampere Limassol Riga KatowiceEuroBasket de 2025 (Europa) | Tampere Limassol Riga KatowiceEuroBasket de 2025 (Europa) |
| Capacidade:8 000                 | Tampere Limassol Riga KatowiceEuroBasket de 2025 (Europa) | Tampere Limassol Riga KatowiceEuroBasket de 2025 (Europa) |
|                                  | Tampere Limassol Riga KatowiceEuroBasket de 2025 (Europa) | Tampere Limassol Riga KatowiceEuroBasket de 2025 (Europa) |
| Riga                             | Katowice                                                  |                                                           |
| Arena Riga                       | Arena Spodek                                              |                                                           |
| Capacidade:11 200                | Capacidade: 11 036                                        |                                                           |
|                                  |                                                           |                                                           |

## Fase classificatória

Mapa das Classificatórias para o EuroBasket de 2025:
Seleções classificadas
Seleções não classificadas
Seleções banidas da competição
Não buscou classificação

Ao todos quarenta seleções participaram da  fase classificatória, inclusive as seleções sedes buscando ritmo de jogo.
A classificatória começou em Novembro de 2021, com dez equipes participantes da pré-classificatória, incluindo oito eliminados das eliminatórias para a Copa do Mundo FIBA de 2023. Oito equipes avançaram para as Classificatórias principais onde ao todo 32 países disputavam 24 vagas em oito grupos com 4 equipes cada, concedendo vagas ao EuroBasket 2025 aos três melhores de cada grupo.
Das 24 seleções disputantes dessa edição, 19 disputaram a edição anterior. Uma dessas equipes que ingressam na competição é a seleção cipriota que jogará pela primeira vez em sua história um EuroBasket. A seleção portuguesa retorna ao certame após quatorze anos ausente, tendo sua última aparição em 2011. Ao mesmo tempo que a seleção sueca retorna desde sua última participação em 2013. A Letônia e a Islândia retornam após ficarem de fora do EuroBasket 2022.
Das seleções que não se classificaram coube destaque para os croatas que se ausentarão pela primeira vez em toda a sua história de participações. A Ucrânia falhou em sua classificação pela primeira vez desde 2009. Após jogarem em 2017 e 2022, os húngaros, campeões europeus em 1955 não alcançaram a classificação. Finalizando os não classificados, Bulgária e Países Baixos não se classificaram após jogar em 2022.

## Seleções classificadas
| Seleção              | Método de classificação | Data da classificação   | Apar. | Prim. | Últ. | Seq. | Melhor colocação histórica         |
| -------------------- | ----------------------- | ----------------------- | ----- | ----- | ---- | ---- | ---------------------------------- |
| Chipre               | País sede               | 29 de março de 2022     | 1ª    | —     | —    | 1    | Estreantes                         |
| Finlândia            | País sede               | 29 de março de 2022     | 18ª   | 1939  | 2022 | 6    | 6º lugar em 1967                   |
| Letônia              | País sede               | 29 de março de 2022     | 15ª   | 1935  | 2017 | 1    | Campeões em 1935                   |
| Polônia              | País sede               | 17 de setembro de 2022  | 30ª   | 1937  | 2022 | 8    | Finalistas em 1963                 |
| Alemanha             | Top 3 do Grupo D        | 23 de fevereiro de 2025 | 26ª   | 1951  | 2022 | 15   | Campeões em 1993                   |
| Bélgica              | Top 2 do Grupo C        | 20 de fevereiro de 2025 | 19ª   | 1935  | 2022 | 6    | 4º lugar em 1947                   |
| Bósnia e Herzegovina | Top 2 do Grupo E        | 21 de fevereiro de 2025 | 11ª   | 1993  | 2022 | 2    | 8º lugar em 1993                   |
| Chéquia              | Top 3 do Grupo F        | 21 de fevereiro de 2025 | 7ª    | 1999  | 2022 | 5    | 7º lugar em 2015                   |
| Eslovênia            | Top 3 do Grupo A        | 25 de novembro de 2024  | 15ª   | 1993  | 2022 | 15   | Campeões em 2017                   |
| Espanha              | Top 2 do Grupo C        | 25 de novembro de 2024  | 33ª   | 1935  | 2022 | 32   | Campeões em 2009, 2011, 2015, 2022 |
| Estônia              | Top 2 do Grupo H        | 21 de fevereiro de 2025 | 7ª    | 1937  | 2022 | 2    | 5º lugar em 1937 e 1939            |
| França               | Top 2 do Grupo E        | 21 de fevereiro de 2025 | 40ª   | 1935  | 2022 | 23   | Campeões em 2013                   |
| Geórgia              | Top 2 do Grupo G        | 21 de fevereiro de 2025 | 6ª    | 2011  | 2022 | 6    | 11º lugar em 2011                  |
| Grã Bretanha         | Top 3 do Grupo F        | 21 de fevereiro de 2025 | 6ª    | 2009  | 2022 | 3    | 13º lugar em 2009, 2011 e 2013     |
| Grécia               | Top 3 do Grupo F        | 21 de fevereiro de 2025 | 29ª   | 1949  | 2022 | 18   | Campeões em 1987, 2005             |
| Islândia             | Top 3 do Grupo B        | 23 de fevereiro de 2025 | 3ª    | 2015  | 2017 | 1    | 24º lugar em 2015, 2017            |
| Israel               | Top 3 do Grupo A        | 25 de novembro de 2024  | 31ª   | 1953  | 2022 | 15   | Finalistas em 1979                 |
| Itália               | Top 3 do Grupo B        | 25 de novembro de 2024  | 39ª   | 1935  | 2022 | 6    | Campeões em 1983, 1999             |
| Lituânia             | Top 2 do Grupo H        | 24 de novembro de 2024  | 16ª   | 1937  | 2022 | 14   | Campeões em 1937, 1939, 2003       |
| Montenegro           | Top 3 do Grupo D        | 23 de fevereiro de 2025 | 5ª    | 2011  | 2022 | 3    | 13º lugar em 2017, 2022            |
| Portugal             | Top 3 do Grupo A        | 21 de fevereiro de 2025 | 4ª    | 1951  | 2011 | 1    | 9º lugar em 2007                   |
| Sérvia               | Top 2 do Grupo G        | 24 de novembro de 2024  | 8ª    | 2007  | 2022 | 8    | Finalistas em 2009 e 2017          |
| Suécia               | Top 3 do Grupo D        | 23 de fevereiro de 2025 | 11ª   | 1953  | 2013 | 1    | 11º lugar em 1995                  |
| Turquia              | Top 3 do Grupo B        | 25 de novembro de 2024  | 26ª   | 1949  | 2022 | 15   | Finalistas em 2001                 |

## Sorteio dos grupos
Em 27 de março de 2025 ocorreu em Riga, Letônia, o sorteio dos grupos para a disputa da competição, dita primeira fase. Cada um dos quatro países sedes, teve o direito de formar uma parceria com outra federação, seguindo critérios comerciais e de marketing, e dessa forma foram automaticamente adicionados ao mesmo grupo. A Letônia escolheu a Estónia em virtude de serem vizinhos, a Finlândia escolheu a Lituânia e um dos motivos foi o engajamento dos torcedores lituanos em competições internacionais, o Chipre optou pela escolha lógica pelos laços históricos e linguísticos e por fim a Polónia escolheu a Islândia.

### Potes
A posição de cada seleção no Ranking Mundial da FIBA está listada como (1)
| Pote | Seleções                                                                 |
| ---- | ------------------------------------------------------------------------ |
| 1    | Sérvia (2), Alemanha (3), França (4), Espanha (5)                        |
| 2    | Letônia (9), Lituânia (10), Eslovênia (11), Grécia (13)                  |
| 3    | Itália (14), Montenegro (16), Polônia (17), Chéquia (19)                 |
| 4    | Finlândia (20), Geórgia (24), Turquia (27), Israel (39)                  |
| 5    | Bélgica (40), Bósnia e Herzegovina (41), Estônia (43), Grã Bretanha (48) |
| 6    | Suécia (49), Islândia (50), Portugal (56), Chipre (85)                   |

O sorteio para determinar a designação antecipada dos grupos para as cidades-sede do FIBA EuroBasket 2025 ocorreu em 24 de junho de 2023, em Liubliana. O pedido dos quatro anfitriões para alocar os grupos às cidades-sede da 42ª edição do torneio com antecedência foi aprovado pelo Conselho da FIBA Europa em sua reunião de junho.
Os resultados do sorteio foram os seguintes:
- O Grupo A será disputado em Riga, Letônia

- O Grupo B será disputado em Tampere, Finlândia

- O Grupo C será disputado em Limassol, Chipre

- O Grupo D será disputado em Katowice, Polônia.

## Fase Preliminar
A agenda dos jogos foi anunciada em 30 de abril de 2025.

### Grupo A
| Pos. | Seleção     | Pts | J | V | D | PM | PS | Dif | CD |
| ---- | ----------- | --- | - | - | - | -- | -- | --- | -- |
| 1    | Chéquia     |     |   |   |   |    |    |     |    |
| 2    | Estônia     |     |   |   |   |    |    |     |    |
| 3    | Letônia (A) |     |   |   |   |    |    |     |    |
| 4    | Portugal    |     |   |   |   |    |    |     |    |
| 5    | Sérvia      |     |   |   |   |    |    |     |    |
| 6    | Turquia     |     |   |   |   |    |    |     |    |

(A) Anfitrião
Critérios de desempate: 1) Pontos; 2) Confrontos diretos; 3) Pontos de diferença; 4) Pontos marcados
| 27 de agosto 14:45 | Relatório | Chéquia | – | Portugal |  | Arena Riga, Riga |  |

| 27 de agosto 18:00 | Relatório | Letônia | – | Turquia |  | Arena Riga, Riga |  |

| 27 de agosto 21:15 | Relatório | Sérvia | – | Estônia |  | Arena Riga, Riga |  |

| 29 de agosto 14:45 | Relatório | Turquia | – | Chéquia |  | Arena Riga, Riga |  |

| 29 de agosto 18:00 | Relatório | Estônia | – | Letônia |  | Arena Riga, Riga |  |

| 29 de agosto 21:15 | Relatório | Portugal | – | Sérvia |  | Arena Riga, Riga |  |

| 30 de agosto 14:45 | Relatório | Chéquia | – | Estônia |  | Arena Riga, Riga |  |

| 30 de agosto 18:00 | Relatório | Letônia | – | Sérvia |  | Arena Riga, Riga |  |

| 30 de agosto 21:15 | Relatório | Turquia | – | Portugal |  | Arena Riga, Riga |  |

| 1 de setembro 14:45 | Relatório | Estônia | – | Turquia |  | Arena Riga, Riga |  |

| 1 de setembro 18:00 | Relatório | Portugal | – | Letônia |  | Arena Riga, Riga |  |

| 1 de setembro 21:15 | Relatório | Sérvia | – | Chéquia |  | Arena Riga, Riga |  |

| 3 de setembro 14:45 | Relatório | Estônia | – | Portugal |  | Arena Riga, Riga |  |

| 3 de setembro 18:00 | Relatório | Chéquia | – | Letônia |  | Arena Riga, Riga |  |

| 3 de setembro 21:15 | Relatório | Turquia | – | Sérvia |  | Arena Riga, Riga |  |

### Grupo B
| Pos. | Seleção       | Pts | J | V | D | PM | PS | Dif | CD |
| ---- | ------------- | --- | - | - | - | -- | -- | --- | -- |
| 1    | Alemanha      |     |   |   |   |    |    |     |    |
| 2    | Finlândia (A) |     |   |   |   |    |    |     |    |
| 3    | Grã Bretanha  |     |   |   |   |    |    |     |    |
| 4    | Lituânia      |     |   |   |   |    |    |     |    |
| 5    | Suécia        |     |   |   |   |    |    |     |    |
| 6    | Montenegro    |     |   |   |   |    |    |     |    |

(A) Anfitrião
Critérios de desempate: 1) Pontos; 2) Confrontos diretos; 3) Pontos de diferença; 4) Pontos marcados
| 27 de agosto 13:30 | Relatório | Grã-Bretanha | – | Lituânia |  | Tampere Deck Arena, Tampere |  |

| 27 de agosto 16:30 | Relatório | Montenegro | – | Alemanha |  | Tampere Deck Arena, Tampere |  |

| 27 de agosto 20:30 | Relatório | Suécia | – | Finlândia |  | Tampere Deck Arena, Tampere |  |

| 29 de agosto 13:30 | Relatório | Alemanha | – | Suécia |  | Tampere Deck Arena, Tampere |  |

| 29 de agosto 16:30 | Relatório | Lituânia | – | Montenegro |  | Tampere Deck Arena, Tampere |  |

| 29 de agosto 20:30 | Relatório | Finlândia | – | Grã-Bretanha |  | Tampere Deck Arena, Tampere |  |

| 30 de agosto 13:30 | Relatório | Lituânia | – | Alemanha |  | Tampere Deck Arena, Tampere |  |

| 30 de agosto 16:30 | Relatório | Grã-Bretanha | – | Suécia |  | Tampere Deck Arena, Tampere |  |

| 30 de agosto 20:30 | Relatório | Finlândia | – | Montenegro |  | Tampere Deck Arena, Tampere |  |

| 1 de setembro 13:30 | Relatório | Suécia | – | Montenegro |  | Tampere Deck Arena, Tampere |  |

| 1 de setembro 16:30 | Relatório | Alemanha | – | Grã-Bretanha |  | Tampere Deck Arena, Tampere |  |

| 1 de setembro 20:30 | Relatório | Finlândia | – | Lituânia |  | Tampere Deck Arena, Tampere |  |

| 3 de setembro 13:30 | Relatório | Montenegro | – | Grã-Bretanha |  | Tampere Deck Arena, Tampere |  |

| 3 de setembro 16:30 | Relatório | Lituânia | – | Suécia |  | Tampere Deck Arena, Tampere |  |

| 3 de setembro 20:30 | Relatório | Finlândia | – | Alemanha |  | Tampere Deck Arena, Tampere |  |

### Grupo C
| Pos. | Seleção              | Pts | J | V | D | PM | PS | Dif | CD |
| ---- | -------------------- | --- | - | - | - | -- | -- | --- | -- |
| 1    | Bósnia e Herzegovina |     |   |   |   |    |    |     |    |
| 2    | Chipre (A)           |     |   |   |   |    |    |     |    |
| 3    | Espanha              |     |   |   |   |    |    |     |    |
| 4    | Geórgia              |     |   |   |   |    |    |     |    |
| 5    | Grécia               |     |   |   |   |    |    |     |    |
| 6    | Itália               |     |   |   |   |    |    |     |    |

(A) Anfitrião
Critérios de desempate: 1) Pontos; 2) Confrontos diretos; 3) Pontos de diferença; 4) Pontos marcados
| 28 de agosto 15:00 | Relatório | Geórgia | – | Espanha |  | Spyros Kyprianou Athletic Center, Limassol |  |

| 28 de agosto 18:15 | Relatório | Bósnia e Herzegovina | – | Chipre |  | Spyros Kyprianou Athletic Center, Limassol |  |

| 28 de agosto 21:30 | Relatório | Grécia | – | Itália |  | Spyros Kyprianou Athletic Center, Limassol |  |

| 30 de agosto 15:00 | Relatório | Itália | – | Geórgia |  | Spyros Kyprianou Athletic Center, Limassol |  |

| 30 de agosto 18:15 | Relatório | Chipre | – | Grécia |  | Spyros Kyprianou Athletic Center, Limassol |  |

| 30 de agosto 21:30 | Relatório | Espanha | – | Bósnia e Herzegovina |  | Spyros Kyprianou Athletic Center, Limassol |  |

| 31 de agosto 15:00 | Relatório | Geórgia | – | Grécia |  | Spyros Kyprianou Athletic Center, Limassol |  |

| 31 de agosto 18:15 | Relatório | Espanha | – | Chipre |  | Spyros Kyprianou Athletic Center, Limassol |  |

| 31 de agosto 21:30 | Relatório | Bósnia e Herzegovina | – | Itália |  | Spyros Kyprianou Athletic Center, Limassol |  |

| 2 de setembro 15:00 | Relatório | Grécia | – | Bósnia e Herzegovina |  | Spyros Kyprianou Athletic Center, Limassol |  |

| 2 de setembro 18:15 | Relatório | Chipre | – | Geórgia |  | Spyros Kyprianou Athletic Center, Limassol |  |

| 2 de setembro 21:30 | Relatório | Itália | – | Espanha |  | Spyros Kyprianou Athletic Center, Limassol |  |

| 4 de setembro 15:00 | Relatório | Bósnia e Herzegovina | – | Geórgia |  | Spyros Kyprianou Athletic Center, Limassol |  |

| 4 de setembro 18:15 | Relatório | Itália | – | Chipre |  | Spyros Kyprianou Athletic Center, Limassol |  |

| 4 de setembro 21:30 | Relatório | Espanha | – | Grécia |  | Spyros Kyprianou Athletic Center, Limassol |  |

### Grupo D
| Pos. | Seleção     | Pts | J | V | D | PM | PS | Dif | CD |
| ---- | ----------- | --- | - | - | - | -- | -- | --- | -- |
| 1    | Bélgica     |     |   |   |   |    |    |     |    |
| 2    | Eslovênia   |     |   |   |   |    |    |     |    |
| 3    | França      |     |   |   |   |    |    |     |    |
| 4    | Israel      |     |   |   |   |    |    |     |    |
| 5    | Islândia    |     |   |   |   |    |    |     |    |
| 6    | Polônia (A) |     |   |   |   |    |    |     |    |

(A) Anfitrião
Critérios de desempate: 1) Pontos; 2) Confrontos diretos; 3) Pontos de diferença; 4) Pontos marcados
| 28 de agosto 14:00 | [ Relatório] | Israel | – | Islândia |  | Arena Spodek, Katowice |  |

| 28 de agosto 17:00 | Relatório | Bélgica | – | França |  | Arena Spodek, Katowice |  |

| 28 de agosto 20:30 | Relatório | Eslovênia | – | Polônia |  | Arena Spodek, Katowice |  |

| 30 de agosto 14:00 | Relatório | Islândia | – | Bélgica |  | Arena Spodek, Katowice |  |

| 30 de agosto 17:00 | Relatório | França | – | Eslovênia |  | Arena Spodek, Katowice |  |

| 30 de agosto 20:30 | Relatório | Polônia | – | Israel |  | Arena Spodek, Katowice |  |

| 31 de agosto 14:00 | Relatório | Eslovênia | – | Bélgica |  | Arena Spodek, Katowice |  |

| 31 de agosto 17:00 | Relatório | Israel | – | França |  | Arena Spodek, Katowice |  |

| 31 de agosto 20:30 | Relatório | Polônia | – | Islândia |  | Arena Spodek, Katowice |  |

| 2 de setembro 14:00 | Relatório | Bélgica | – | Israel |  | Arena Spodek, Katowice |  |

| 2 de setembro 17:00 | Relatório | Islândia | – | Eslovênia |  | Arena Spodek, Katowice |  |

| 2 de setembro 20:30 | Relatório | França | – | Polônia |  | Arena Spodek, Katowice |  |

| 4 de setembro 14:00 | Relatório | França | – | Islândia |  | Arena Spodek, Katowice |  |

| 4 de setembro 17:00 | Relatório | Israel | – | Eslovênia |  | Arena Spodek, Katowice |  |

| 4 de setembro 20:30 | Relatório | Polônia | – | Bélgica |  | Arena Spodek, Katowice |  |